# 白昂
白昂（1435年—1503年），字廷儀，直隸常州府武進縣人，明朝政治人物。

## 生平
景泰七年（1457年）丙子科應天鄉試舉人，天順元年（1458年）丁丑科三甲第二名進士。授南京刑科給事中，升南京大理寺少卿，進都察院左僉都御史、兼管操江，以平定劉通叛亂有功，升南京兵部右侍郎，弘治三年（1490年）改戶部左侍郎，巡江治河，立令開渠五十里，名曰康濟，進右都御史、掌都察院事，六年（1493年）升刑部尚書，十三年（1500年）加太子太傅，同年致仕，十六年（1503年）卒，贈太保，諡康敏。

## 家族
武進白氏為科舉家族，從明初白瑜、白珂起，絡繹不絕。白瑜，永樂二年進士，均州判官，福建市舶司正提舉。白珂，宣德十年舉人，大冶縣教諭。白昂為白珂之子。